# Острів Восьмого Березня
О́стрів Во́сьмого Бе́резня (рос. Остров Восьмого Марта) — невеликий острів у морі Лаптєвих, біля східного узбережжя півострова Таймир. Територіально відноситься до Красноярського краю, Росія.
Висота острова до 16 м на півночі. Розташований на північ від півострова Борисовського (відмежований протокою Течій). Крайня західна точка — мис Бензобаза.
Острів має овальну форму, витягнутий із заходу на схід. Вкритий болотами, на півдні оточений мілинами.